# Diabrotica amecameca
Diabrotica amecameca es una especie de insecto coleóptero de la familia Chrysomelidae. Fue descrita en 1987 por Krysan & Smith.